# Saint-Michel-de-la-Roë
Saint-Michel-de-la-Roë település Franciaországban, Mayenne megyében. Lakosainak száma 255 fő (2022. január 1.). Saint-Michel-de-la-Roë Ballots, Brains-sur-les-Marches, Fontaine-Couverte, La Roë, Saint-Aignan-sur-Roë és La Selle-Craonnaise községekkel határos.

## Népesség
A település népessége az elmúlt években az alábbi módon változott:
| Lakosok száma | 438  | 281  | 230  | 231  | 246  | 261  | 265  | 260  | 258  | 255  |
|               | 1968 | 1982 | 1990 | 2006 | 2013 | 2015 | 2017 | 2019 | 2020 | 2022 |